# محلول ملحي متوازن
المحلول الملحي المتوازن (BSS ) هو محلول مصنوع لدرجة الحموضة الفسيولوجية و تركيز الملح متساوي التوتر. و المحاليل الأكثر شيوعاً تشمل الصوديوم، البوتاسيوم، الكالسيوم، الماغنيسيوم، و الكلوريد. وتستخدم المحاليل الملحية المتوازنة لغسل الأنسجة والخلايا، و يتم عادةً الجمع بينها مع غيرها من العوامل لعلاج الأنسجة والخلايا.
كما أنها توفر للخلايا الماء والأيونات غير العضوية، مع الحفاظ على درجة الحموضة الفسيولوجية والضغط الاسموزي.
و أحيانا يضاف الجلوكوز كمصدر للطاقة، ويستخدم الفينول الأحمر بمثابة مؤشر للرقم الهيدروجيني.
في الطب، المحاليل الملحية المتوازنة يمكن استخدامها كمحلول لغسيل العين، أثناء عمليات الجراحة داخل العين و استبدال السوائل داخل العين.

## قائمة بالمحاليل الملحية المتوازنة
Alsever's solution
earls balanced salt solution (EBSS)
Gey's balanced salt solution (GBSS)
Hanks' balanced salt solution (HBSS)
(Dulbecco's) Phosphate buffered saline (PBS)
Puck's balanced salt solution
Ringer's balanced salt solution(RBSS)
Simm's balanced salt solution (SBSS)
TRIS-buffered saline (TBS)
Tyrode's balanced salt solution
محاليل الغسيل الجراحية
المحلول الملحي المتوازن محلول غسيل العين ( الذي تنتجة الكون)
يتكون من 1ml: كلوريد الصوديوم ( كلوريد الصوديوم ) 6.4 mg، كلوريد البوتاسيوم ( بوكل ) 0.75 mg، ثنائي هيدرات كلوريد الكالسيوم ( CaCl2 • 2H2O ) 0.48 mg، هيدرات كلوريد المغنيسيوم ( MgCl2 • 6H2O ) 0.3 mg، خلات الصوديوم هيدرات ( C2H3NaO2 • 3H2O ) 3.9 mg، سيترات الصوديوم ثنائي الهيدرات ( C6H5Na3O7 • 2H2O ) 1.7 mg، هيدروكسيد الصوديوم و / أو حمض الهيدروكلوريك ( لضبط درجة الحموضة )، والماء للحقن. درجة الحموضة ما يقرب من 7.5. و الأسمولية ما يقرب من 300 ملي أوزمول / كغ.
المحلول الملحي المتوازن الزائد محلول غسيل العين (الذي تنتجة الكون)
يتكون من 1mL (مرة واحدة إعداد الكامل) : 7.14 mg كلوريد الصوديوم ( 122.17 ملمول)، 0.38 mg كلوريد البوتاسيوم ( 5.097 ملمول)، الكالسيوم ثنائي الهيدرات كلوريد 0.154 mg ( 1.04754 ملمول)، المغنيسيوم هيدرات كلوريد 0.2 mg ( 0.983767 ملمول)، ثنائي القاعدة فوسفات الصوديوم 0.42 mg ( 2.95858 ملمول)، بيكربونات الصوديوم 2.1 mg ( 24.998 mmol )، وسكر العنب 0.92 mg ( 5.1067 ملمول)، ثاني كبريتيد الجلوتاثيون ( أكسدة الجلوتاثيون ) 0.184 mg ( 0.3003 ملمول)، حمض الهيدروكلوريك و / أو هيدروكسيد الصوديوم ( لضبط درجة الحموضة )، في الماء للحقن. و المنتجات المعاد والرقم الهيدروجيني من حوالي 7.4. الأسمولية تكون مقاربه ل 305 ملي أوزمول.